# Lichožrouti
Lichožrouti jsou český rodinný animovaný dobrodružný film režisérky Galiny Miklínové podle scénáře Pavla Šruta a Galiny Miklínové na motivy knižní série o zlodějích lichých ponožek.

## Knižní předloha
Trilogie básníka a spisovatele Pavla Šruta a ilustrátorky Galiny Miklínové Lichožrouti, Lichožrouti se vrací a Lichožrouti navždy oceněná cenou Magnesia Litera 2009 a v roce 2011 oceněním Kniha desetiletí pro děti a mládež.

## Synopse
Osudy hlavních protagonistů Lichožroutů a jejich největšího protihráče, podivínského a opuštěného Profesora, spojuje příběh hlavního hrdiny, mladého Lichožrouta Hihlíka, na kterého čekají ve filmu velká dobrodružství. Dny jeho dědy Lamora, který ho vychoval, jsou u konce a Hihlík musí překonat strach, vylézt z okna a vydat se hledat strejdu Padreho, o kterém neměl doteď ani tušení.  Svou odvahu čerpá z toho, co mu vštípil dědeček – lásky k rodině, dobré výchovy a lichožroutího „desatera“. Ani v novém lupičském domově u mafiánského strýce a dvou poťouchlých bratranců své ideály a zásady neopouští. A to i přesto, že ho zavedou do nebezpečných situací. Když nakonec s těžkým srdcem přece jen poruší dvě základní lichožroutí pravidla „Nikdy nevezmeš celý pár“ a „Drž se lidí, ale drž se od nich dál“, pak jenom proto, že věří, že vyčerpal všechny možnosti, aby došel ke svému vytouženému cíli – rodině.
Na ploše animovaného dobrodružného gangsterského příběhu dvou znepřátelených lichožroutských gangů, střetu dvou generací a dvou morálek, je vykreslen svět podobný lidskému.

## Příprava, technologie, realizace
Před samotnou realizací byl nezbytný vývoj figur Lichožroutů, s fyziognomií zcela odlišnou od obratlovců. Bylo nutné vyvinout a vyzkoušet zejména jejich pohyb a lipsynch – spojení pusy a nosu, který určí a významně ovlivní mimiku jejich obličeje.
Použitou technologií na výrobu filmu je CGI, computer-generated-imagery – počítačová animace. Volba počítačové animace byla logickým vyústěním. Film se v jedné ze dvou hlavních dějových rovin zabývá otázkou existence Lichožroutů jako druhu. A právě tento druh animace umožňuje realistickým zpracováním zachovat křehkou rovnováhu mezi uvěřitelností a fikcí a skvěle ji využít pro fyzický charakter Lichožroutů, kteří nejsou z masa a kostí – živí se ponožkami. Lichožrouti se skládají z textilních materiálů. Programy CGI umožnil figury natahovat, zprůsvitnět, zamotávat.
Přípravné práce probíhaly v letech 2012–2013, samotné natáčení 2014–2016.
Premiéra filmu 20. října 2016.

## Výtvarná podoba filmu
Galina Miklínová jako autorka původní ilustrační podoby Lichožrouta coby „živočišného druhu“ chtěla zachovat výtvarný záměr – odlišit se autentickou kresbou od běžné produkce využívající 3D technologie a všechny vymodelované objekty pokryté vyrobenými texturami se ručně pokreslovaly.

## Tvůrci
| Režie:                       | Galina Miklínová |
| Literární předloha:          | Pavel Šrut |
| Scénář:                      | Pavel Šrut a Galina Miklínová |
| Kamera:                      | Tomáš Sysel |
| Střih:                       | Vladimír Barák |
| Zvuk:                        | Jan Čeněk, Richard Müller |
| Triková supervize:           | Alkay Animation Prague – Petr Horák |
| Hudba:                       | Filip Míšek |
| Písně:                       | Martin Tvrdý |
| Výtvarník:                   | Galina Miklínová |
| Producent:                   | Ondřej Trojan, Total HelpArt T.H.A. |
| Koproducenti:                | České televize – Filmové centrum PubRes – Zuzana Mistríková, Ľubica Orechovská Alkay Animation Prague – Petr Horák Filmosaurus Rex – Arsen Anton Ostojić, Hrvoje Vajić |
| Výkonný producent:           | Michaela Syslová |
| Produkce:                    | Michaela Syslová, Luděk Valchář, Lenka Vozobulová |
| Hrají:                       | Hihlík – Kryštof Hádek Tulamor – Jan Maxián Ramses – David Novotný Padre – Ondřej Trojan Kudla Dederon – Marek Taclík Žiletka – Tatiana Vilhelmová Profesor – Josef Somr Dědeček Lamor – Stanislav Zindulka Vasil – Matěj Ruppert Čango Škrtič – Aleš Najbrt Padrát – Václav Koubek Rezek – Vojtěch Rohlíček Šišla – Tomáš Jeřábek Packa – Ondřej Bauer Kojoti – VOSTO5 Matka – Eva Spoustová Otec – Jiří Havelka Synek – Emma Staňková Policajti – Václav Neužil - tlustší policajt, Jakub Žáček - hubenější policajt Moderátorka – Jolka Krásná Bezdomovec – Jiří Fero Burda Skot – Petr Prokop Zpěvačka – Zuzana Stivínová |
| Výroba:                      | Filmová a televizní společnost Total HelpArt T.H.A. |
| Distributor:                 | Falcon a.s. |
| Film vznikl za přispění:     | Státní fond kinematografie Audiovizuálny fond (Slovensko) Hrvatski audiovizualny centar (Chorvatsko) |
| Film vznikl ve spolupráci s: | HBO |
| Žánr:                        | Celovečerní animovaný film |
| Stopáž:                      | 83 minut |
| Formát:                      | Klas (1,85:1) 2D, zvuk 5,1 |
| Přístupnost:                 | Mládeži přístupný |

## Recenze
- František Fuka, FFFilm
- Mirka Spáčilová, iDnes.cz,